# Якушинецкая сельская община
Якушинецкая сельская территориальная община — территориальная община в Украине, в Винницком районе Винницкой области. Административный центр — село Якушинцы.
Образована 25 октября 2016 путем объединения Ксаверовского, Майданского и Якушинецкого сельских советов Винницкого района.
8 февраля 2019 добровольно присоединились Некрасовский сельсовет Винницкого района и Дашковецкий сельсовет Литинского района.
12 июня 2020 года к общине присоединен Пултовецкий, Широкогроэбельский сельские советы Винницкого района и Микулинецкий сельский совет Литинского района.

## Населенные пункты
В состав общины входят 1 посёлок (Березина) и 16 сёл: Дашковцы, Зарванцы, Искриня, Ксаверовка, Лысогора, Лисянка, Лукашевка, Майдан, Махновка, Микулинцы, Некрасово, Пултовцы, Рожок, Слобода-Дашковецкая, Широкая Гребля, Якушинцы.